# 弗氏隱鰭鯰
弗氏隱鰭鯰，為輻鰭魚綱鯰形目鯰科的其中一種，為熱帶淡水魚，分布於亞洲婆羅洲淡水流域，體長可達17.5公分，棲息在底層水域，生活習性不明。